# Паскал Бисеров
Паскал Бисеров е български лекар.

## Биография
Роден е на 12 декември 1844 г. в Търново. През 1876 г. завършва медицина в Букурещ. След това работи като дружинен лекар в Александрия, Румъния. Участва при обсадата на Плевен по време на Руско-турската война от 1877 – 1878 г. След Освобождението се завръща в България. Работи като лекар в Горна Оряховица. Той е първият управител на Окръжната болница в Русе. Умира на 24 май 1921 г. в Русе.